# Nazionale di bob della Nuova Zelanda
La nazionale di bob della Nuova Zelanda è la selezione che rappresenta la Nuova Zelanda nelle competizioni internazionali di bob.
La squadra ha partecipato a quattro edizioni dei Giochi olimpici invernali.

## Storia
L'idea di fondare una squadra di bob neozelandese fu di Lex Peterson, imprenditore di Calgary nato a Christchurch, Dopo aver fondato nel febbraio 1987 la New Zealand Bobsleigh and Skeleton Association insieme ad altri neozelandesi espatriati in Canada, Lex Peterson e Don Ward debuttarono la settimana successiva in Coppa del Mondo sulla pista dell'Olympic Park di Calgary, riuscendo in un qualche modo a classificarsi al 32º posto su 47 squadre.
Ritornato in Nuova Zelanda, Peterson selezionò alcuni atleti, tra cui Peter Henry (vicecampione nazionale nel dechatlon e velocista dei 110 m ostacoli) e Rhys Dacre (già campione nazionale dei 100 metri nel 1985), che sostituì il martellista infortunato Philip Jensen. Nel novembre 1988 Peterson e Dacre giunsero al 37º posto sulla pista di Winterberg, seguiti al 39° dai connazionali Pinnell e Henry.
La squadra debuttò alle Olimpiadi di Calgary 1988, dove si classificò al 21º posto nel bob a quattro, mentre i due equipaggi del bob a due giunsero al 20º e 31º posto. I neozelandesi vinsero la "Coppa dei Caraibi", premio non ufficiale e goliardico che venne messo in palio dalla Nazionale di bob delle Isole Vergini Americane fra gli equipaggi di bob a due che non avevano una tradizione bobbistica storica e nei cui paesi vi è un clima caldo. In effetti però, il miglior risultato di una squadra "tropicale" fu il 15º posto della Nazionale di bob di Taipei Cinese (Taiwan), mentre è noto che la Nuova Zelanda ha anche comprensori sciistici.
L'ultima apparizione alle Olimpiadi invernali fu a Torino 2006, dove la squadra di bob a quattro non ha potuto gareggiare a causa di un infortunio in prova, mentre la squadra di bob a due non si è qualificata per la manche finale, accontentandosi del 23º posto.
Vi fu un tentativo di qualificazione ai Giochi di Vancouver 2010 con atleti di punta come Chris Donaldson e Carl Condliffe, ma un grave incidente sulla pista di Lake Placid nel febbraio 2009 (che comportò un infortunio alla schiena per il pilota Alan Henderson) e le grandi difficoltà finanziarie interruppero l'iniziativa, giudicata dalla Federghiaccio neozelandese come uno sport troppo pericoloso. La mancanza di risorse finanziarie impedì anche di raggiungere risultati utili per le qualificazioni alle Olimpiadi di Soči 2014, riuscendo a classificarsi solo al 50º posto della Coppa del Mondo.

## Partecipazione ai giochi olimpici invernali

### Bob a quattro uomini
| Anno | Città          | classifica | Composizione                                              |
| ---- | -------------- | ---------- | --------------------------------------------------------- |
| 1988 | Calgary        | 21°        | Lex Peterson, Blair Telford, Rhys Dacre, Peter Henry      |
| 2002 | Salt Lake City | DNF        | Alan Henderson, Steve Harrison, Angus Ross, Mark Edmond   |
| 2006 | Torino         | DNS        | Alan Henderson, Aaron Orangi, Steve Harrison, Matt Dallow |

### Bob a due uomini
| Anno | Città          | classifica | Composizione                                          |
| ---- | -------------- | ---------- | ----------------------------------------------------- |
| 1988 | Calgary        | 20° 31°    | Lex Peterson, Peter Henry Owen Pinnell, Blair Telford |
| 1998 | Nagano         | 28°        | Alan Henderson, Angus Ross                            |
| 2002 | Salt Lake City | 27°        | Mark Edmond, Alan Henderson                           |
| 2006 | Torino         | 23°        | Alan Henderson, Mark Edmond                           |